# Диверсанты (фильм, 1967)
«Диверсанты» (сербохорв. Диверзанти) — югославская военная драма, снятая режиссёром Хайрудином «Шибой» Крвавацем в 1967 году на киностудии «Босна филм».

## Сюжет
Действие фильма происходит во время Второй мировой войны в Югославии. Партизанский отряд окружён фашистами в узком горном ущелье. Есть только один единственный способ выбраться из окружения — дорога, находящаяся под обстрелом вражеских самолетов, которые ежедневно бомбят и обстреливают с воздуха югославских партизан со стратегически важного аэродрома.
Командир отряда поручает группе своих бойцов диверсионное задание — уничтожить немецкие самолеты, находящиеся на хорошо охраняемом аэродроме.

## В ролях
- Раде Маркович — Доктор
- Ве́лимир Ба́та Живои́нович — Корчагин
- Любиша Самарджич — Шарац
- Хусейн Чокич — Павле
- Йован Яничиевич Бурдуш — Гавран
- Здравко Биоградлия — Жарко
- Заим Музаферия — Нусрет
- Растислав Йович — Иван
- Анка Зупанц — Ольга
- Янез Врховец — партизанский врач
- Петар Добрич — командир партизанского отряда
- Макс Фуриян — немецкий офицер
- Рейхан Демирджич — немецкий офицер